# Théorie de la guerre populaire
Pour les articles homonymes, voir GPP.
La théorie de la guerre populaire (prolongée) (GPP) est une théorie de la guérilla conçue par Mao Zedong à l'époque de la guerre civile chinoise, et reposant sur la mobilisation et la militarisation du peuple[réf. nécessaire].
Elle est divisée en trois phases :
- Défensive stratégique - Première phase est celle où les guérilléros obtiennent le support de la population à travers des attaques contre la machine gouvernementale et par la diffusion de la propagande
- Équilibre stratégique - Seconde phase, caractérisée par la montée en puissance des attaques sur le pouvoir militaire et les institutions vitales
- Offensive stratégique - la troisième phase est celle du combat conventionnel. Cette phase est employée pour prendre les villes, déborder le gouvernement et contrôler le pays[réf. nécessaire].

Cette stratégie est encore revendiquée aujourd'hui par plusieurs organisations communistes dans le monde se réclamant du maoïsme tel que le mouvement naxalite en Inde, le parti communiste des Philippines, le parti communiste de Turquie/marxiste-léniniste ou encore le parti communiste du Pérou. En France, cette stratégie est revendiquée par le parti communiste maoïste.